# José Planes

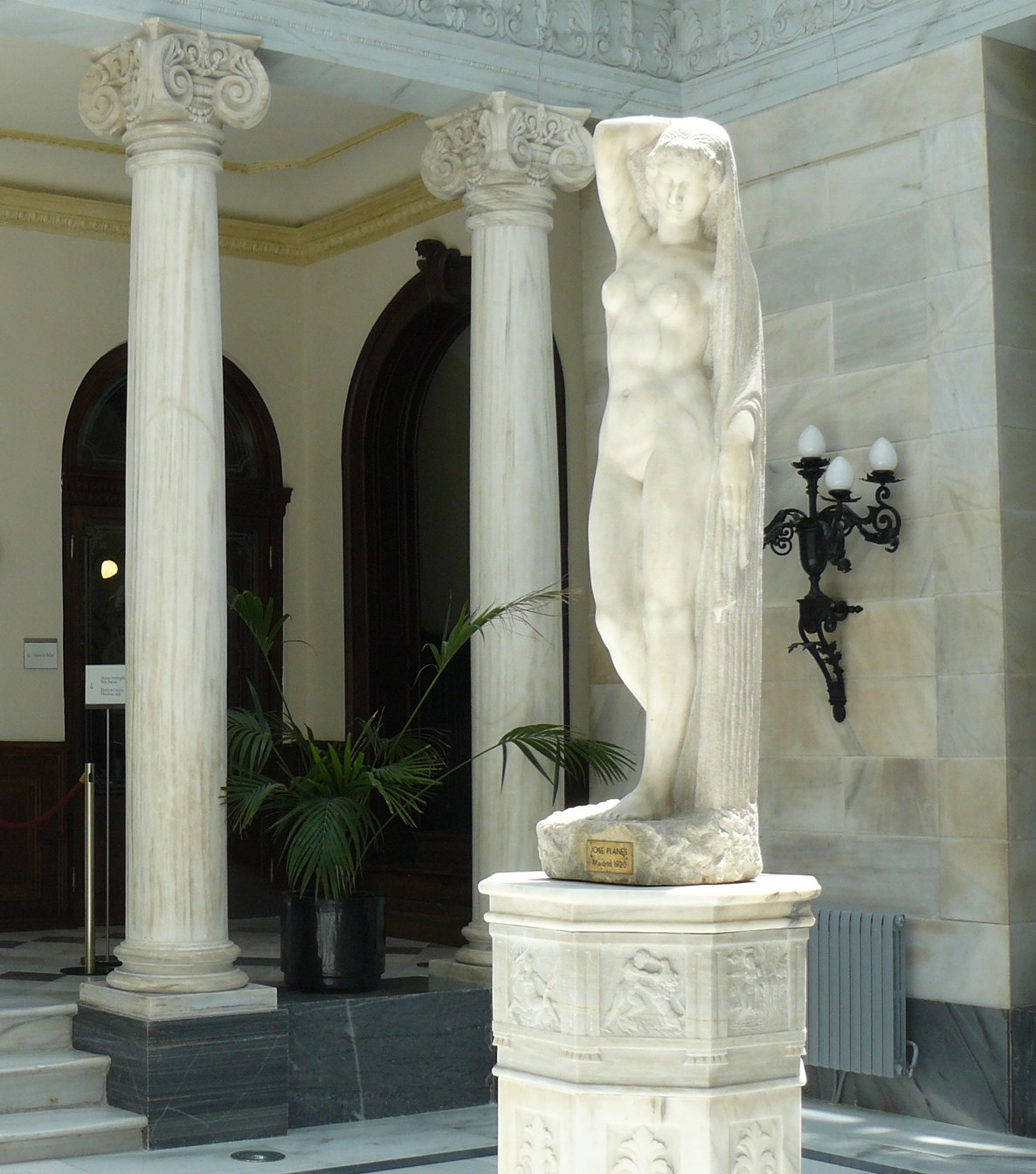
Escultura de Venus (1920) en el Casino de Murcia

José Planes Peñalver (Espinardo, Murcia, 23 de diciembre de 1891-Ibidem, 15 de julio de 1974) fue un escultor español. Está considerado como uno de los mejores escultores de la Región de Murcia en el siglo XX. Sus obras se encuentran repartidas por toda España, especialmente las imágenes religiosas.

## Infancia y juventud en Murcia
Nace el 23 de diciembre de 1891 en la Senda de Granada, de la pedanía de Espinardo. Aunque en su familia eran agricultores se dieron cuenta del interés de José por el arte y lo enviaron a clase de dibujo en el Círculo Católico de Obreros de Murcia donde recibió clases de José María Sobejano. Según indicaron sus amigos de la infancia, su interés por la escultura comienza a edad temprana inspirándose en los belenes tradicionales de la Huerta de Murcia. Al parecer hacía figuras con el barro de las orillas de las acequias. Para aprender a modelar asistió a clases en la Sociedad Económica de Amigos del País de Murcia.
Con el fin de adquirir una formación artesanal adecuada entró en el taller de Anastasio Martínez Hernández. Un trabajo que causó muy buena impresión fue un busto de su madre. Al demostrar sus buenas cualidades también realizó diversos trabajos para el exterior. Sin embargo, no realizó estudios superiores de arte por lo que gran parte de su formación se puede considerar
autodidacta.
Junto al pintor Pedro Flores, su amigo en el Círculo Católico, pone en marcha un taller de artes. Pronto se incorporaron el pintor Luis Garay y  Antonio Garrigos. En este taller intentaron cambiar el panorama artístico de aquella época en Murcia.

## Se da a conocer fuera de Murcia
En 1912 ingresa en la Real Academia de Bellas Artes de San Carlos de Valencia, al mismo tiempo que realiza el servicio militar y su trabajo empieza a ser conocido. Pero es en Madrid en una exposición en el Ateneo en 1918 cuando destaca su obra. Para darse a conocer fuera de Murcia cuenta con la ayuda económica de Juan de la Cierva y Peñafiel y otros murcianos de clase acomodada.
Tras ese éxito en el Ateneo vienen los premios y las exposiciones fuera de España. En 1920 y 1924 recibe medallas en las Exposiciones Nacionales de Bellas Artes. En ese momento conoce a Mateo Inurria, medalla de oro en 1920, que comparte su interés por el desnudo femenino. También realiza exposiciones fuera de España: en 1922 en la Universidad de Coímbra de Portugal y poco después en Italia. En 1927 decide irse a vivir a Madrid y relacionarse en el mundo artístico de la época.
Su obra se inicia en el realismo pero va evolucionando hacia el naturalismo; aunque no llega a conocer personalmente a Rodin en su visita a España, se notan algunas influencias en su obra. Durante la segunda república se notan las influencias del cubismo de Picasso y Juan Gris en sus obras. Su tema favorito siempre había sido la mujer, así en 1932 recibe el primer premio en la Exposición Nacional de Bellas Artes por su obra Desnudo.

## Regreso a Murcia
En 1933 decide regresar a Murcia donde se le ha nombrado hijo predilecto. Ese mismo año funda la Escuela de Artes y Oficios eligiendo a los profesores que considera adecuados para realizar una renovación sin sobresaltos en el arte murciano.
Tras la guerra civil española trabaja casi en exclusiva la imaginería religiosa ya que se necesitaban muchas imágenes tras la destrucción que se produjo al comienzo de la guerra. Dedica todos sus esfuerzos a esta tarea durante veinte años obteniendo diversos premios y reconocimientos. En 1943 recibe el primer premio de la Exposición Nacional de Bellas Artes por su obra Dolorosa; en la Exposición Nacional de 1951 es premiado por el Cristo yacente realizado en 1945 para la Hermandad del Paso Azul de Lorca, y debido a la perfección de la talla fue expuesta en la exposición de Arte Sacro de Roma, donde fue galardonada con un primer premio. Destaca en esta etapa dedicada a la imaginería religiosa, el "San Pedro" realizado para el municipio de Abarán; teniendo la particularidad de ser una obra única dentro del ámbito de su creación artística.

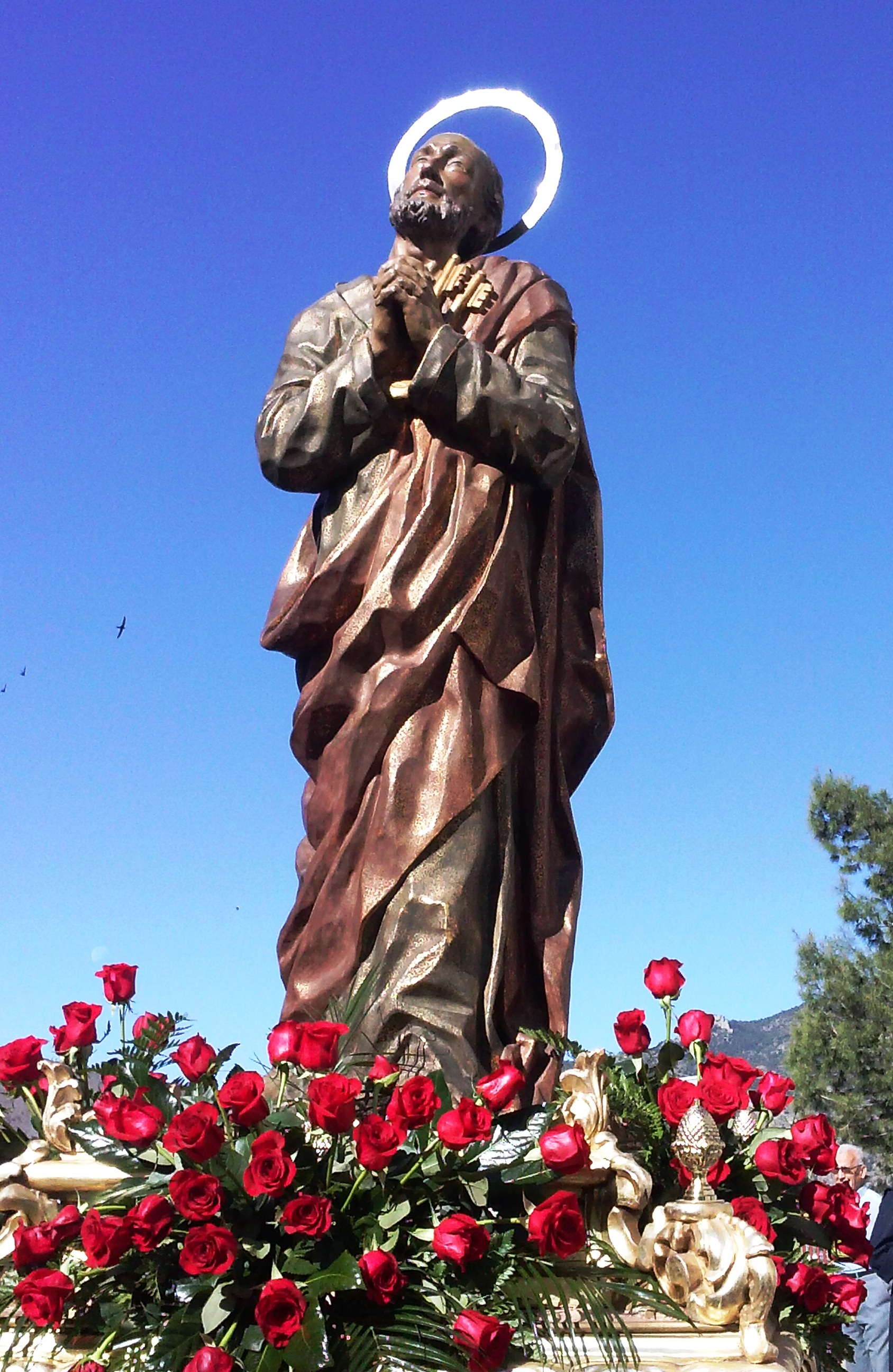
San Pedro (1950). Hermandad de San Pedro, Semana Santa de Abarán.

A partir de la década de los cincuenta empieza a trabajar en temas no religiosos y a presentar motivos más estilizados y adelgazados. En 1960 fue elegido como académico en la Real Academia de Bellas Artes de San Fernando. En esta época continua recibiendo premios en España y el extranjero. Muere en Espinardo el 15 de julio de 1974.

## Sus obras
Una relación bastante completa se presenta a continuación. En ella puede observarse el cambio de temas en función de los años y especialmente de la guerra civil española (1936 - 1939).

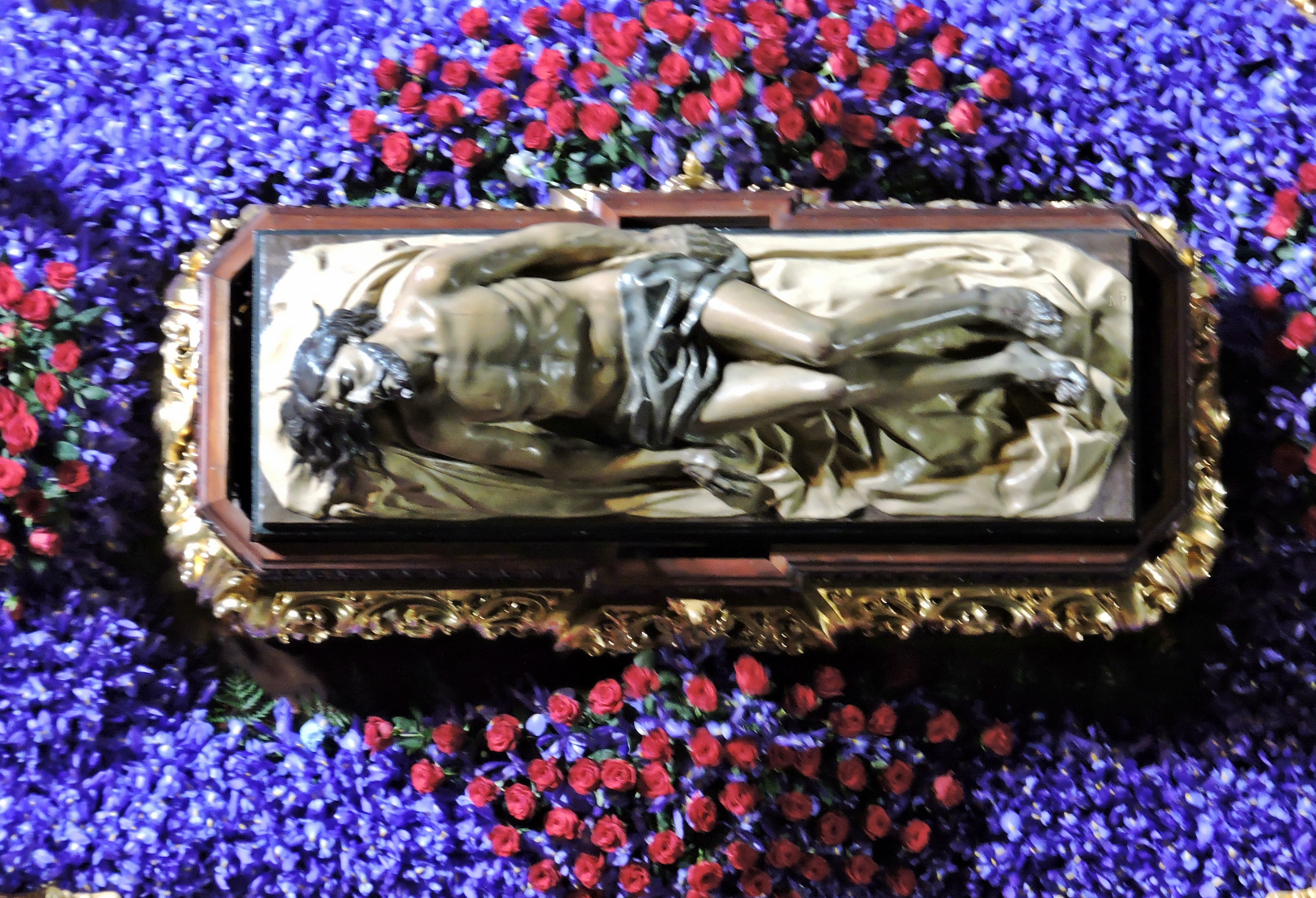
Santísimo Cristo de la Buena Muerte (1945) para el Paso Azul de Lorca, Región de Murcia.

- 1910 Cabeza de don Andrés Baquero.
- 1911 Cabeza de su madre.
- 1913 Retrato de mujer (en bronce), Busto de dama y Busto de caballero (en piedra).
- 1915 Cabeza femenina "Murta" en el Casino de Murcia.
- 1916 Lápida a don Andrés Baquero (bajorrelieve).
- 1917 Reposo.
- 1918 Dos proyectos para panteones. Bustos: "Cabeza de Poeta", "El Viejo de Oropesa", etc.
- 1919 Proyecto de monumento al Cardenal Belluga. Bustos: "Testa castellana", "Mnais".
- 1920 Desnudo de mujer (en mármol), Cabeza femenina (de mármol) en el Casino de Murcia. Stmo. Cristo Yacente (Cofradía del Stmo. Cristo Yacente y Stma Virgen del Dolor de Cieza).
- 1921 Busto al poeta Frutos Baeza, Bronce de Tricana, Niños de bronce.
- 1922 Ofrenda de Levante (en mármol), Pietá (en madera policromada) en el Oratorio de la Universidad de Coímbra (Portugal). Busto de José Selgas (1822-1882) en el jardín de Floridablanca (Murcia).
- 1925 Vieja Toledana.
- 1926 Monumento a don Ricardo Codorníu en Plaza de Santo Domingo (Murcia). Busto al poeta Ricardo Sánchez Madrigal.
- 1927 Busto a Ricardo Codorníu.
- 1928 Proyecto de monumento a Fernández Caballero. Busto de niña.
- 1929 Mujer de Espinardo.
- 1931 7 obras para la Exposición en el Salón del Heraldo de Madrid
- 1932 Desnudo de mujer.
- 1933 Monumento al poeta Pedro Jara Carrillo en el Jardín de Floridablanca (Murcia).
- 1934 Desnudo de niño.
- 1935 Monumento a Fernández Caballero en la plaza de Julián Romea (Murcia).
- 1940 Monumento a los Caídos, Cieza Stma. Virgen del Dolor (Cofradía del Stmo. Cristo Yacente y Stma. Virgen del Dolor Cieza); Cristo Yacente, Imagen de la Soledad, Paso del Santo Sepulcro, Valdepeñas.
- 1943 Obra para la Iglesia de Nuestra Señora de la Asunción, Valdepeñas; Cabeza de joven para el Salón de otoño.
- 1944 Cristo Yacente, Alcantarilla.
- 1945 Cristo Yacente, Hermandad de Labradores Paso Azul de Lorca.Declarada Bien de Interés Cultural, BIC,en 2023.[3] La talla representa a Jesús muerto, en actitud de descanso, reclinado sobre un paño, que le sirve de base. La figura está desnuda excepción de un paño púbico. Se puede apreciar, en su policromía, cómo de la herida del costado ha manado abundante sangre, al igual que de las que presentaba en pies y manos, que se notan tumefactas. Cabe destacar, pese a todo, la serena expresión del rostro, exento de la crispación que la horrible muerte le debió producir. En el año 1951, y debido a la perfección de la talla, fue expuesta en la exposición de arte sacro de Roma, donde fue galardonada con un primer premio
- 1946 Crucificado, Jumilla.
- 1947 Cristo de la Salud, Espinardo; Imagen de Cristo Crucificado para la iglesia de Santa María de Gracia, Cartagena. Exposición en el Círculo de Bellas Artes de Madrid, Monumento a la Bailarina Mari Paz.
- 1948 Busto de piedra del Ministro de Educación Sr. Ibáñez Martín; Hilandera para la Escuela de Peritos Industriales, Béjar y busto en piedra del pintor y escultor Pedro Gross pieza expuesta en La Real Academia de Bellas Artes de San Fernando.[4]
- 1949 Imágenes para la Semana Santa Murciana: paso del Resucitado (Murcia) y Cristo de la Agonía (Abarán).
- 1950 Exposición del Círculo de Bellas Artes de Madrid: Descendimiento para Ayamonte (Huelva) y San Pedro para Abarán; Exposición Internacional de Arte Sagrado en Roma: Cristo Yacente; 12 obras para el Instituto Internacional de Boston, Madrid; Proyecto escultórico para el Puente de Praga en Madrid.
- 1951 Cristo de Medinacelli (Abarán).
- 1952 Descendimiento de la Cofradía del Rollo de Jumilla.
- 1954 Crucificado para el Convento de la Asunción, Madrid.
- 1955 Busto de Stella Corvalán; Busto de Carmen Conde; Monumento al Corazón de Jesús, Lorca.
- 1956 Crucificado, Jumilla. Bustos en bronce de Nicolas Gómez y Jesús García Candel de Abarán
- 1957 9 esculturas para la Bienal de São Paulo (Brasil); Cristo Yacente para Isla Cristina, Huelva; Dos desnudos para la Exposición Nacional; Monumento a la escritora Elena Fortún, Parque del Oeste,Madrid; Ángel monumental para la Caja de Ahorros de Vigo.
- 1958 Busto de Isabel la Católica en piedra, Puerto Rico.
- 1959 Estatua sedente de Felipe II, El Escorial.
- 1960 Cuatro figuras en piedra que coronan la sede del Banco de Santander y que se identifican como las alegorías de la Agricultura, la Banca, el Comercio y la Navegación.
- 1963 Cristo Yacente (Abarán); Grupos escultóricos para el Palacio de la Lotería Nacional, Madrid.
- 1966 Cristo Crucificado del grupo Santo Costado de Cristo de Jumilla.
- 1968 Monumento a Rubén Darío, Málaga.
- 1972 Longino a caballo del grupo Santo Costado de Cristo de Jumilla.